# Cumania

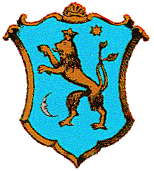
Stema Cumaniei

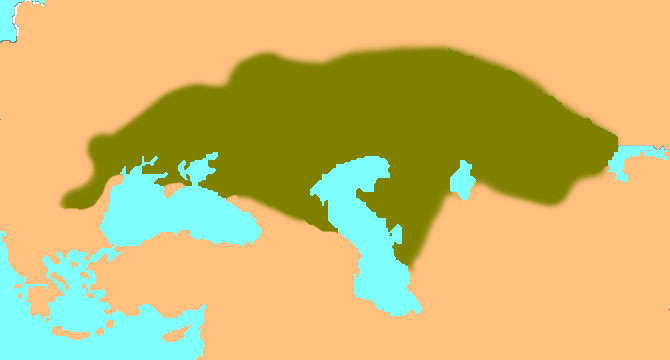
Teritoriul Cumaniei din anii 1200

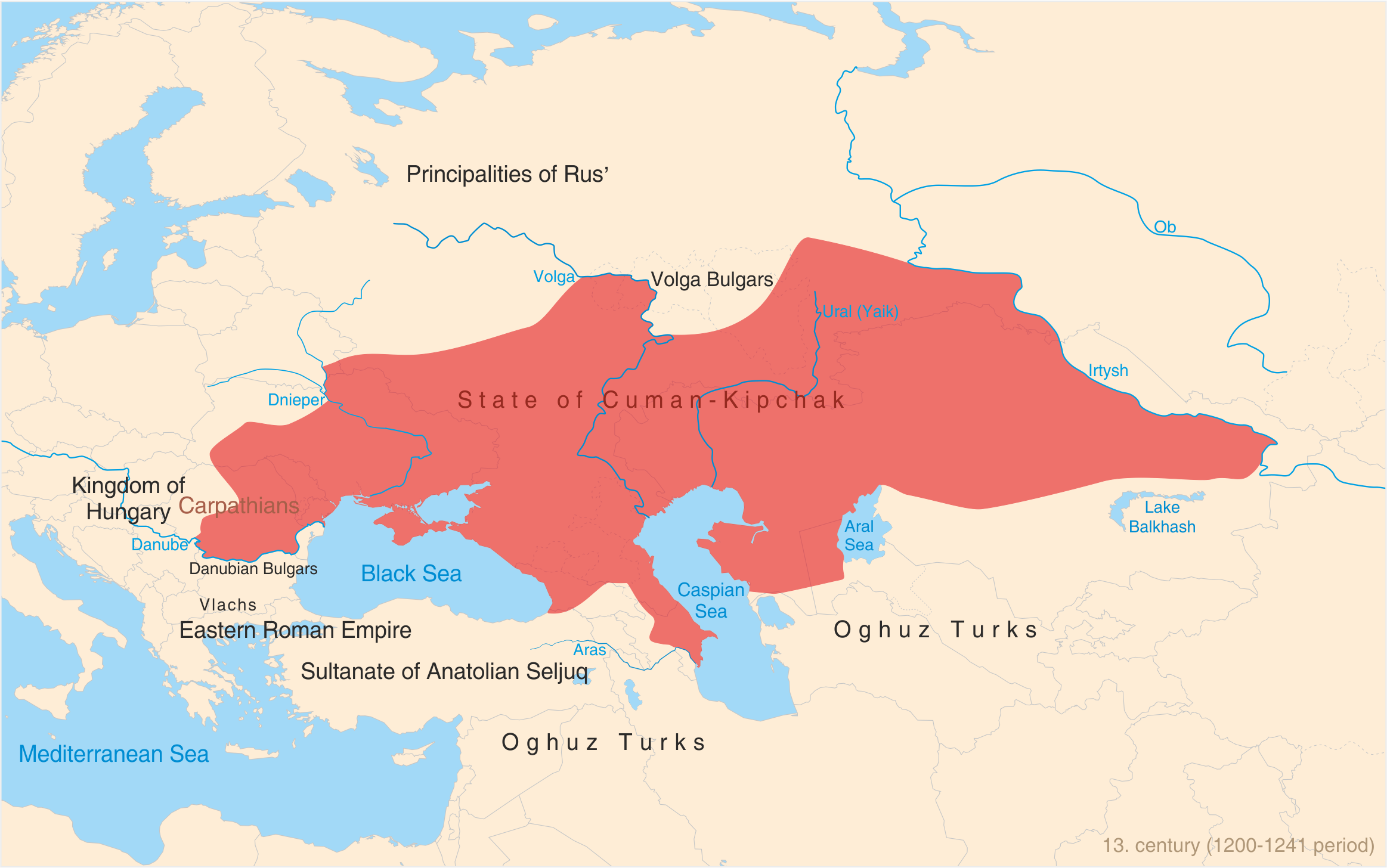
Cumania

Cumania este un nume utilizat pentru a desemna teritoriile Evului Mediu stăpânite de cumani, un popor de origine turcică. Situate între fluviul Don și Munții Carpați, ele au existat până după mijlocul secolului al XIII-lea. Partea răsăriteană, unde era centrul puterii cumanilor, se numea „Cumania albă”, iar partea apuseană, vecină cu Transilvania, era cunoscută sub numele de „Cumania neagră”. Aceasta din urmă cuprindea mai ales Moldova, cu partea de est a Țării Românești, ambele denumite în anumite surse bizantine și otomane Mavri Valahia sau Kara-Iflak („Valahia neagră”). „Cumania mare” și „Cumania mică” au fost regiuni din Ungaria, lângă Tisa (pe la Debrețin) și între Dunăre și Tisa, denumite astfel după cumanii așezați în acele părți.